# Rhynchoplexia
Rhynchoplexia är ett släkte av fjärilar. Rhynchoplexia ingår i familjen nattflyn.
Kladogram enligt Catalogue of Life:
| Rhynchoplexia | \| \| Rhynchoplexia griseimarginata \| \| \| \| \| \| Rhynchoplexia rubra \| \| \| \| |
|               | \| \| Rhynchoplexia griseimarginata \| \| \| \| \| \| Rhynchoplexia rubra \| \| \| \| |
|               | Rhynchoplexia griseimarginata                                                         |
|               |                                                                                       |
|               | Rhynchoplexia rubra                                                                   |
|               |                                                                                       |